# Joshua Holtby
Joshua Holtby (Erkelenz, 20 januari 1996) is een Duits voetballer van Engelse afkomst die als middenvelder speelt. Hij is een broer van Lewis Holtby.

## Carrière
Joshua Holtby speelde in de jeugd van Borussia Mönchengladbach, waar hij in het seizoen 2015/16 vijf wedstrijden in het tweede elftal speelde. In het seizoen 2016/17 speelde hij voor SV Rödinghausen, uitkomend in de Regionalliga West. Hierna speelde hij voor FC Wegberg-Beeck en Alemannia Aachen, uitkomend in dezelfde competitie. In de winterstop van 2019 vertrok hij naar MVV Maastricht, waar hij debuteerde op 13 januari 2019, in de met 0-2 verloren thuiswedstrijd tegen FC Twente. Hij begon in de basis en werd in de 80e minuut vervangen door Lars Reck. Zijn contract verliep in de zomer van 2020 en is niet verlengd. Holtby tekende in Augustus 2020 een contract bij 
Preußen Münster.  

### Statistieken
| Seizoen                                                      | Club                        | Land           | Competitie        | Competitie | Competitie | Beker | Beker | Overig* | Overig* | Totaal | Totaal |
| Seizoen                                                      | Club                        | Land           | Competitie        | Wed.       | Dlp.       | Wed.  | Dlp.  | Wed.    | Dlp.    | Wed.   | Dlp.   |
| ------------------------------------------------------------ | --------------------------- | -------------- | ----------------- | ---------- | ---------- | ----- | ----- | ------- | ------- | ------ | ------ |
| 2015/16                                                      | Borussia Mönchengladbach II | Duitsland      | Regionalliga West | 5          | 0          | –     | –     | –       | –       | 5      | 0      |
| 2016/17                                                      | SV Rödinghausen             | Duitsland      | Regionalliga West | 24         | 2          | –     | –     | 4       | 1       | 28     | 3      |
| 2016/17                                                      | SV Rödinghausen II          | Duitsland      | Westfalenliga 1   | 4          | 1          | –     | –     | –       | –       | 4      | 1      |
| 2017/18                                                      | FC Wegberg-Beeck            | Duitsland      | Regionalliga West | 30         | 3          | –     | –     | 1       | 0       | 31     | 3      |
| 2018/19                                                      | Alemannia Aachen            | Duitsland      | Regionalliga West | 4          | 0          | 1     | 2     | 0       | 0       | 5      | 2      |
| 2018/19                                                      | MVV Maastricht              | Nederland      | Eerste divisie    | 10         | 0          | 0     | 0     | –       | –       | 10     | 0      |
| 2019/20                                                      | MVV Maastricht              | Nederland      | Eerste divisie    | 35         | 3          | 1     | 0     | 0       | 0       | 36     | 3      |
| Carrièretotaal                                               | Carrièretotaal              | Carrièretotaal | Carrièretotaal    | 112        | 9          | 2     | 2     | 5       | 1       | 119    | 11     |
| *Bevat wedstrijden uit de Westfalenpokal en Mittelrheinpokal |                             |                |                   |            |            |       |       |         |         |        |        |
| Bijgewerkt op 9 juli 2020                                    |                             |                |                   |            |            |       |       |         |         |        |        |